# Дорога победы (Азербайджан)
Дорога победы (азерб. Zəfər yolu) — автомобильная дорога в Азербайджане, которая соединяет города Физули и Шуша. Является одной из двух дорог между этими городами. Двухполосная трасса имеет протяжённость в 101 км и проходит через Физулинский, Ходжавендский, Ходжалинский и Шушинский районы.
В июле 2025 года открыта дорога Ахмедбейли — Физули — Шуша, которая идёт параллельно Дороге победы, спрямляя и сокращая путь на 19,3 км.

## История
Дорога проложена по пути, по которому в ходе Второй Карабахской войны осенью 2020 года подразделения Вооружённых сил Азербайджана достигли Шуши и в результате ожесточённых боёв 8 ноября 2020 года вернули контроль над этим стратегически важным городом.

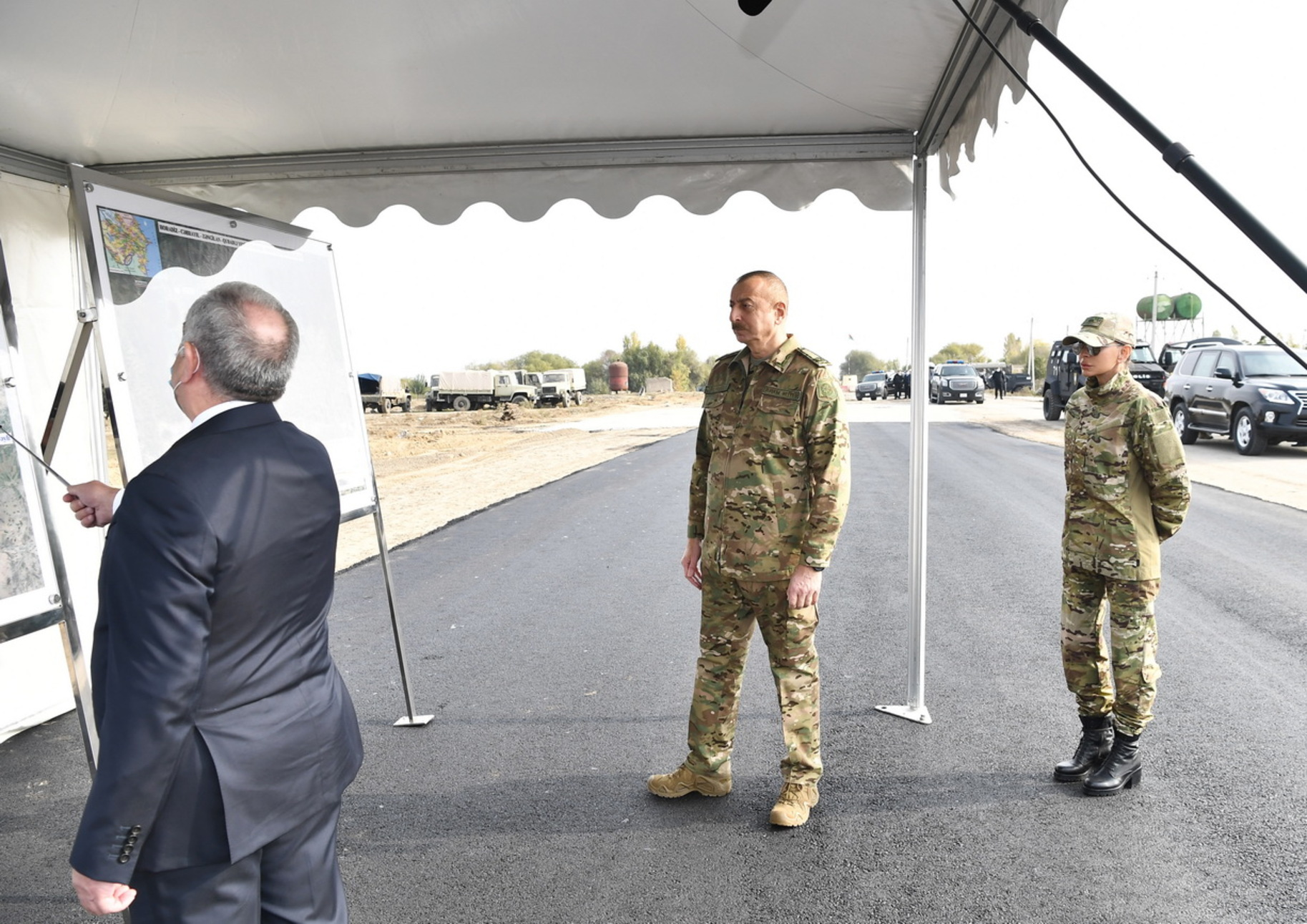
Президент Азербайджана Ильхам Алиев знакомится с прокладкой дороги в селе Алханлы Физулинского района

16 ноября 2020 года президент Азербайджана Ильхам Алиев заложил фундамент автодороги Ахмедбейли—Физули—Шуша длиной 101,5 км и шириной 37,7 м, ставшей первым проектом по восстановлению на территориях, которые Азербайджан вернул под свой контроль в ходе конфликта. 14 января 2021 года Алиев во время очередной поездки в Шушу назвал дорогу «Дорогой победы».
Дорога сдана в эксплуатацию 7 ноября 2021 года, за день до годовщины возврата города Шуша под азербайджанский контроль.

## Общие сведения
Дорога начинается от селения Ахмедбейли Физулинского района и проходит через 20 населённых пунктов, в том числе город Физули, села Туг и Бёюк Таглар Ходжавендского района, село Сигнах Ходжалинского района и село Дашалты Шушинского района, в направлении города Шуша.
В строительстве дороги были заняты азербайджанские (ООО «Специальная дорожная эксплуатация № 16» и ООО «Эксплуатация автомагистралей № 7») и турецкие («KOLİN» İnşaat Turizm San., «Tic. Anonim» и ООО «Azvirt») компании в координации с Государственным агентством автомобильных дорог Азербайджана. 
На дороге возведено десять подземных переходов, а также четыре автомобильных моста длиной 111,4 м, 45 м, 90 м и 93,4 м на 26,9 км, 37,2 км, 37,6 км и 57,3 км участках дороги соответственно. Протяжённость дороги составляет 101 км.
Позже было начато строительство автодороги Ахмедбейли — Физули — Шуша, которая спрямляет путь путём постройки виадуков, тоннелей и мостов. 3 июля 2025 года дорога сдана в эксплуатацию. Общая протяжённость новой дороги — 81,7 км, ширина —29,5 и 21,5 м. Первые 48 км — I технической категории, имеют шесть полос. Остальные 33,7 километра — 4 полосы. С этой трассой «Дорога победы» пересекается в восьми местах. Дорога соединяет Физули, Ходжавенд, Ходжалы и Шушу.

## Галерея

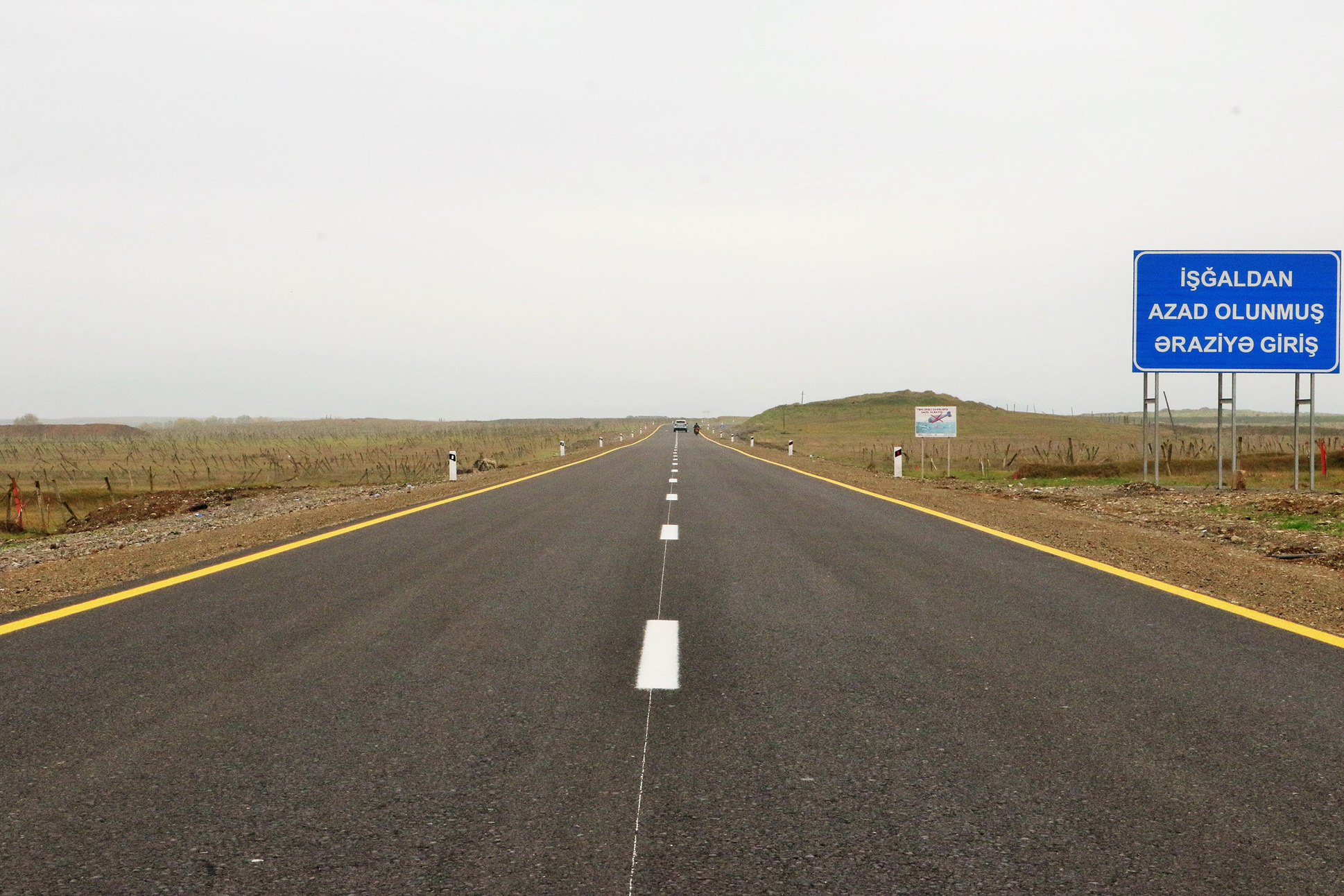
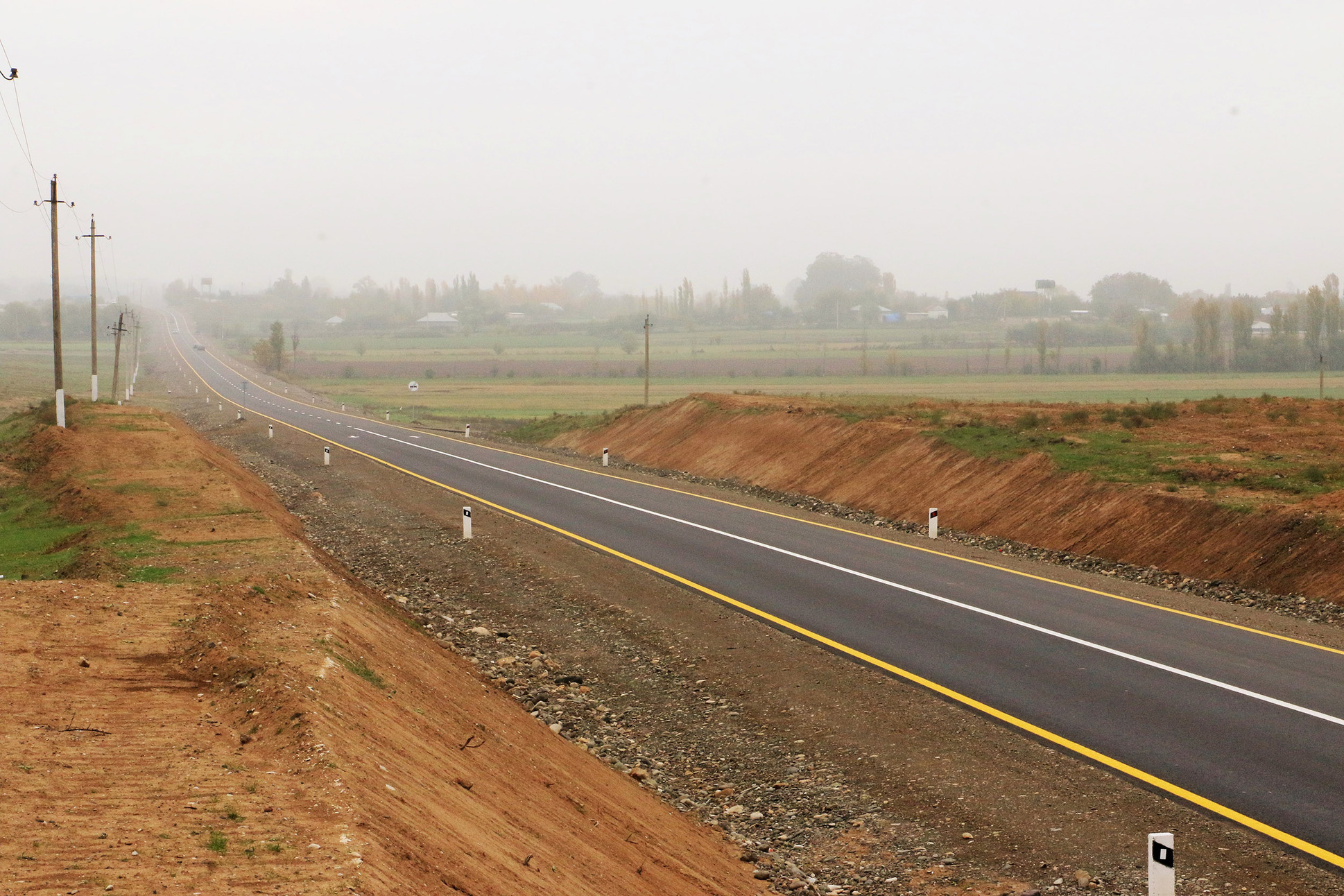
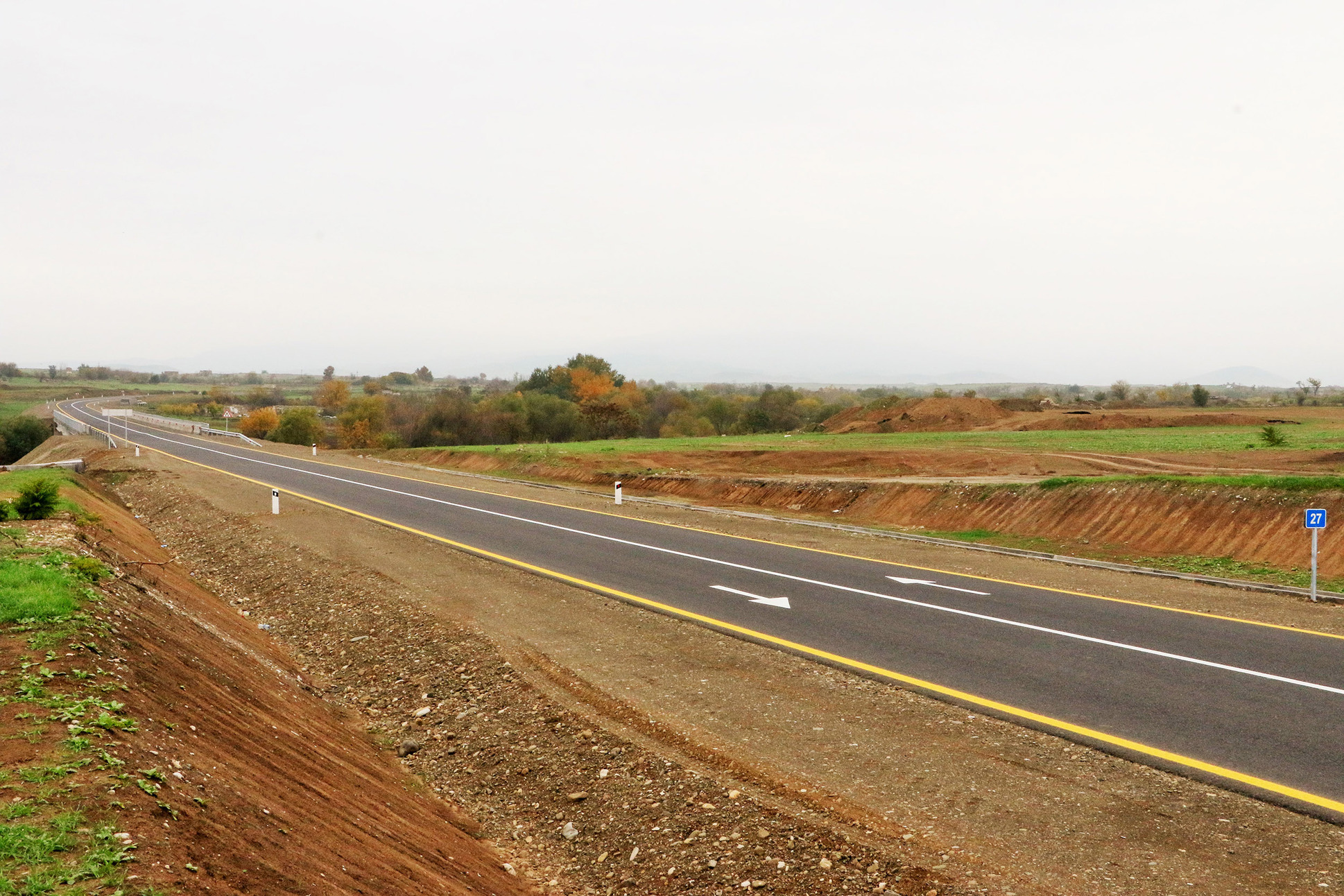
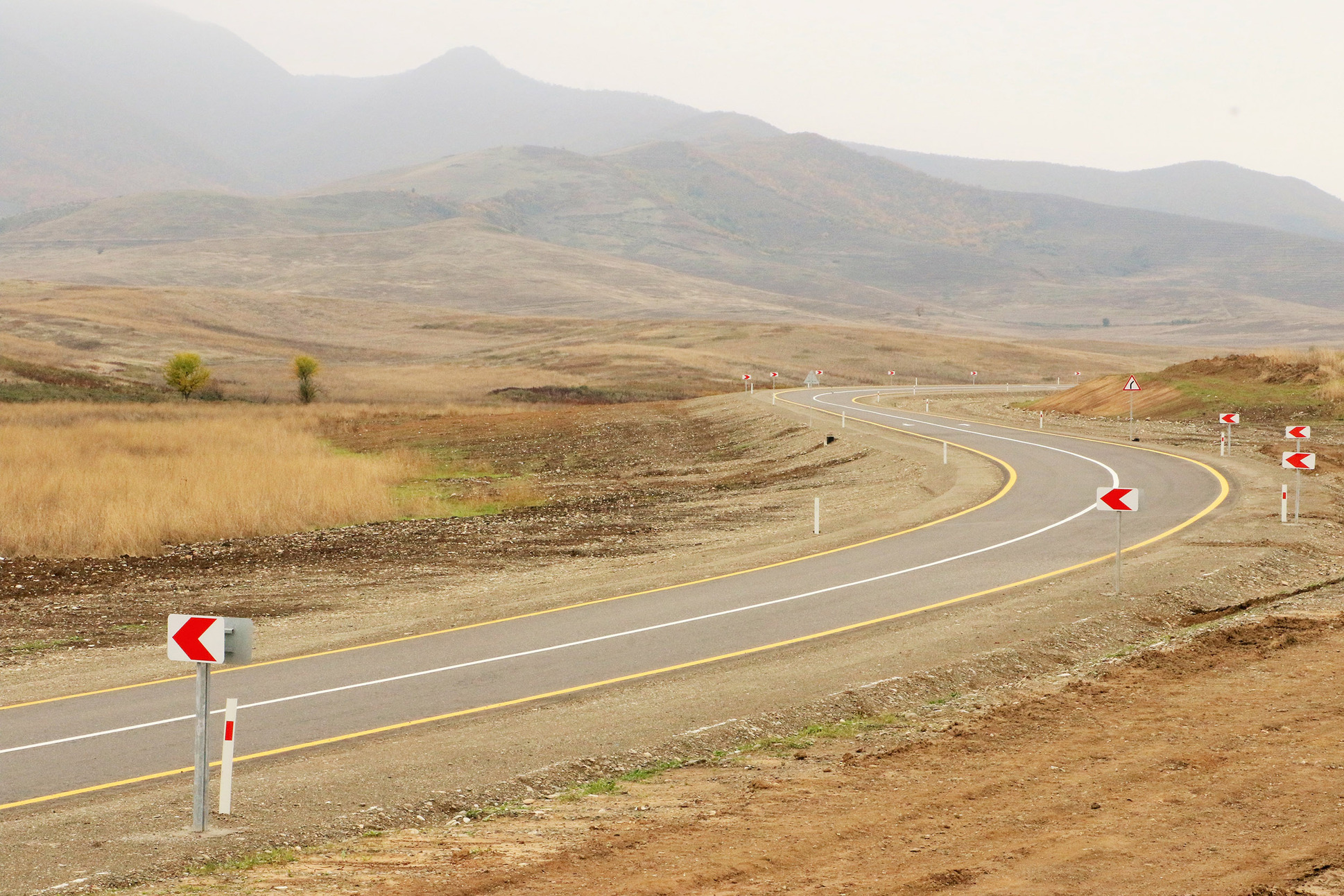
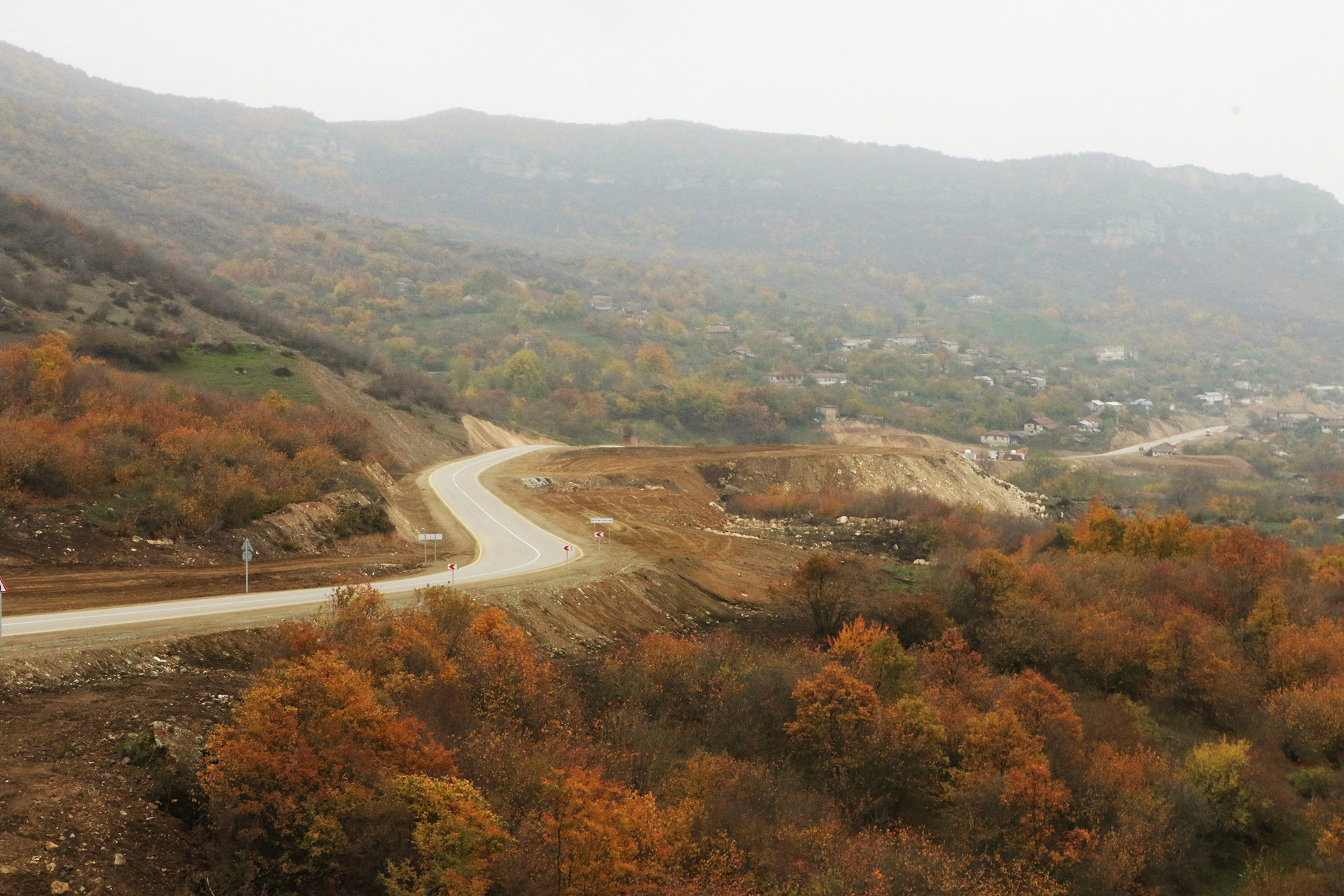
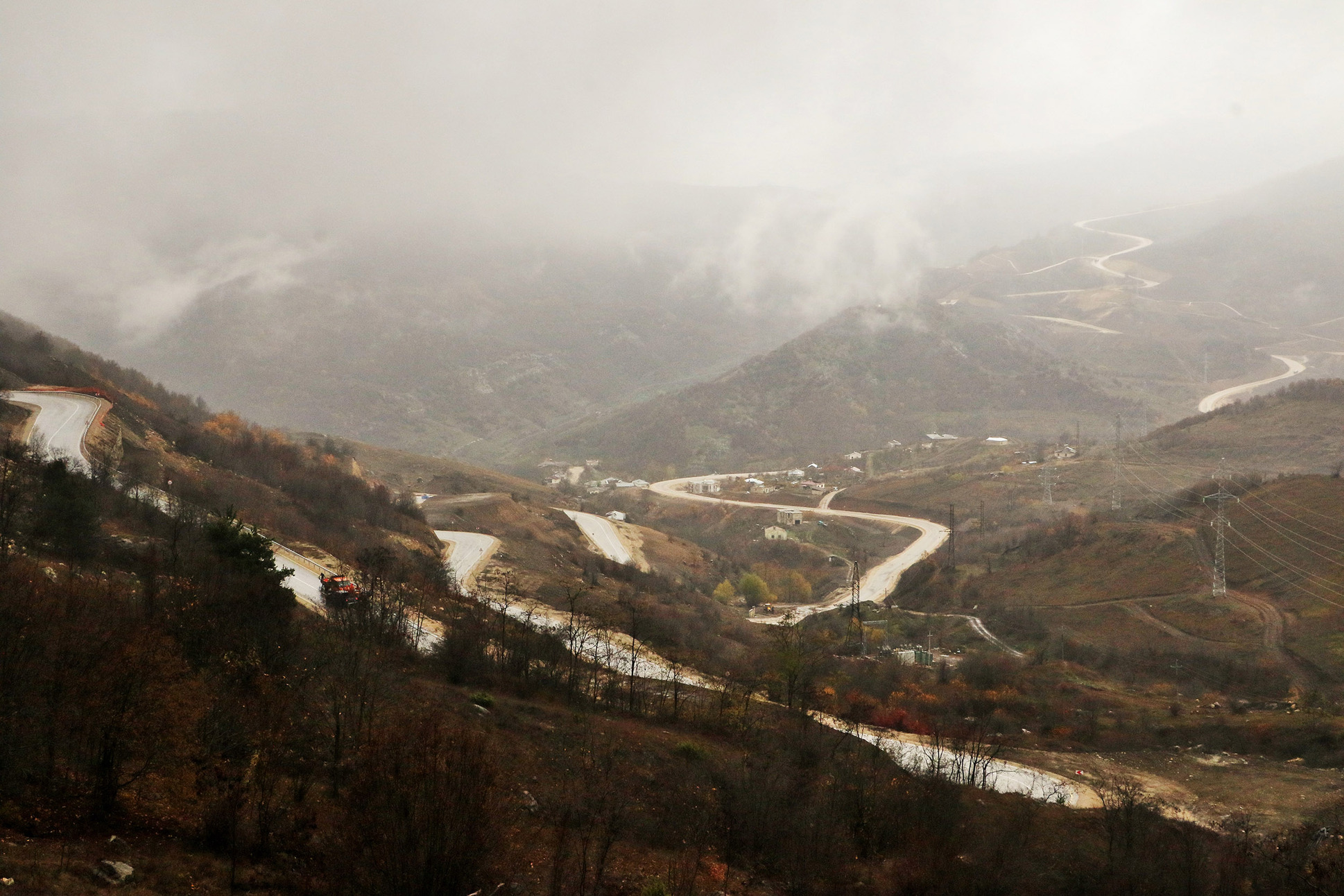